# Spoorlijn Questembert - Ploërmel
De spoorlijn Questembert - Ploërmel was een Franse spoorlijn van Questembert naar Ploërmel. De lijn was 32,4 km lang en heeft als lijnnummer 471 000.

## Geschiedenis
De lijn werd geopend door de Compagnie du chemin de fer de Paris à Orléans op 16 juni 1881. Personenvervoer werd opgeheven op 6 maart 1939, goederenvervoer was er tot 27 juli 1991, daarna werd de lijn opgebroken. 

## Aansluitingen
In de volgende plaatsen is of was er een aansluiting op de volgende spoorlijnen:
Questembert
RFN 470 000, spoorlijn tussen Savenay en Landerneau
Ploërmel
RFN 463 000, spoorlijn tussen Châteaubriant en Ploërmel
RFN 472 000, spoorlijn tussen Ploërmel en La Brohinière

## Galerij

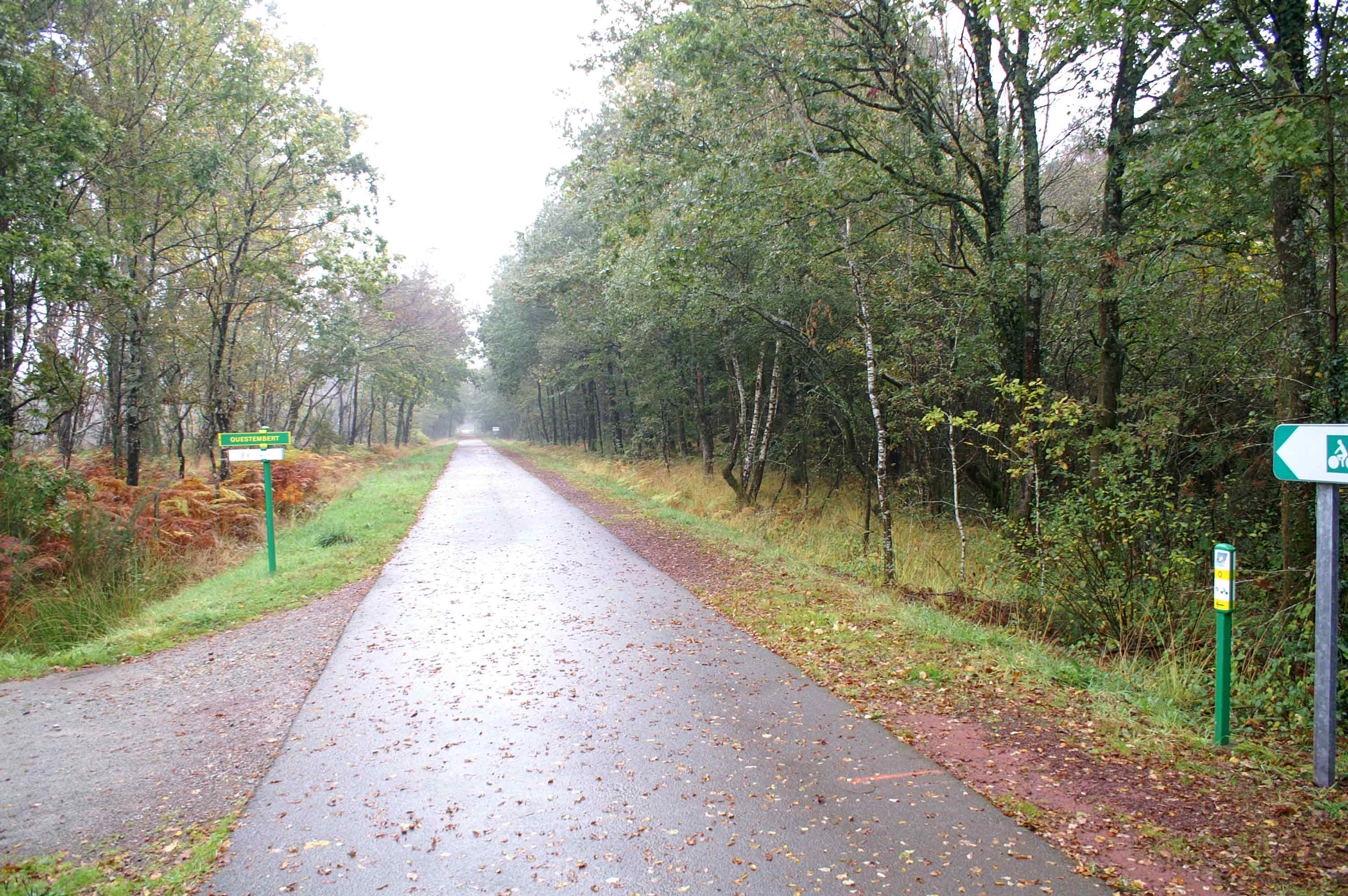
Spoorbedding bij Questembert
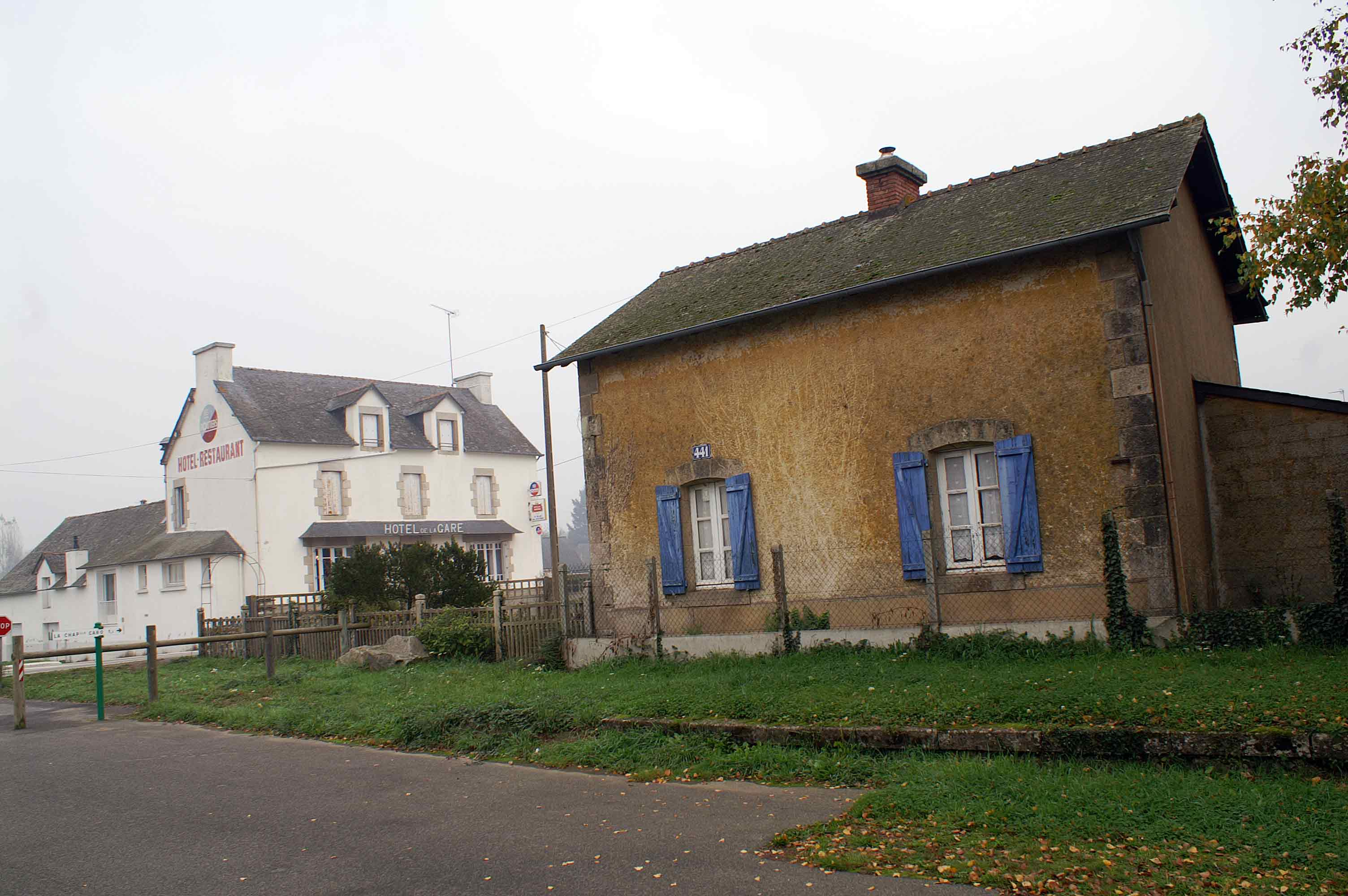
Spoorwachterswoning bij Roc-la-Chapelle